# 鈴木康洋
鈴木 康洋（すずき やすひろ、1989年1月18日 - ）は静岡県出身の俳優・タレント。愛称は「やっくん」。双子の兄と、年子の兄がいる。

## 略歴
18歳の時に静岡県より東京都に上京し東放学園へ入学。東放学園専門学校放送芸術科卒業。在学中からも多数の芸能活動を行う。オーディションでBACSエンターテイメントに合格。2015年6月〜2016年12月まで、アイドルユニット「.5侍MOTAR」として活動。DMM.yellでもヘッダー独占する人気を得る。アイドル卒業後もその人気を保ち、映像・モデル・WEBなど多方面にて活動中。芸能人としての一面を持ちつつ、ヘアスタイルやメイク、フラワーアレンジメントの技術も持つ。

## 出演

### 舞台
- 「ザ・デッド・エンド」 - 青柳恭輔役（新宿シアターモリエール）
- 「4つの駒」 - 誘拐犯･プレゼンター役（青山円形劇場）
- 「THE DEAD END」 - 青柳恭輔役（博品館劇場）
- 「絹の手ざわり〜縁〜」 - 山下一矢役（三越劇場）
- 「友情〜秋桜のバラード〜」 - 北島正役（草月ホール）
- 「OVER SMILE」 - バタク役（新宿シアターモリエール）
- 「CRUSHER'S Lovesong」 - 有明博文役（俳優座劇場）
- 「東京ボーイズコレクション〜愛の唄〜」 - 星野裕役（新宿村LIVE）
- 「愛の唄〜東京ボーイズコレクション〜」 - 井上タケル役（赤坂BLITZ）
- 「UKEMEN'S」 - 実騎役（八幡山ワーサルシアター）
- 「Die yet～正しい寿命の減らし方～」 - 渓太役（R'sアートコート）
- 「鬼斬 ZERO」 - ヴェロニカ役（シアターサンモール）
- ボクママ製作委員会「ボクとママと発達障がい」 - 主役 山元匡役(劇場MOMO)

### CM
- 「NTTドコモ東海」エスカレーター編 大学生役

### PV
- 「Shining」Crystal Kay 友人役
- 「恋詩-コイウタ-」タッキー&翼 カップル役

### MV
- 「挫折」有馬元気
- 「わたしの宇宙」SHISHAMO ロボット役

### テレビ
- CX「ハチミツとクローバー」
- NTV「貧乏男子 ボンビーメン」
- CX「ラスト・フレンズ」
- NTV「魔女たちの22時」
- NTV「行列のできる法律相談所」
- NTV「人生が変わる1分間の深イイ話」
- NTV「ザ!世界仰天ニュース」
- TBS「中居正広の金曜日のスマたちへ」ゴールデンボンバー元メンバー 天空城団吉役
- CX「中居正広の神センス☆塩センス!!あの時どうすりゃよかったの!?」舞祭組 宮田俊哉役

### 雑誌
- マガジンハウス「an・an」オトコノハダカ ヌード1ページ

### 広告
- HISオリオンツアー